# Władysław Sierhiejewicz
Władysław Sierhiejewicz, także Ścibor-Sierhiejewicz (ur. 22 grudnia 1884 w Krakowie, zm. 29 czerwca 1915 w Czerkasach) – ułan Legionów Polskich, działacz niepodległościowy, kawaler Orderu Virtuti Militari.

## Życiorys
Urodził się 22 grudnia 1884 w Krakowie, w rodzinie obywatelsko-ziemiańskiej Feliksa i Ludomiły z Maślańców. Absolwent c. k. Gimnazjum III w Krakowie. 25 września 1905 zdał maturę jako ekstern. Następnie studiował na Wydziale Prawa Uniwersytetu Jagiellońskiego. Od sierpnia 1914 ochotnik w Legionach Polskich, żołnierz III plutonu 2 szwadronu kawalerii, podległego II Brygadzie Legionów Polskich, w którym walczył podczas I wojny światowej. Brał udział w walkach m.in. pod Toczką, Ekermozo, Łopuszną i Dobronowcami.
Szczególnie odznaczył się podczas szarży pod Rokitną „ /13 VI 1915/ ciężko ranny, został wzięty do niewoli rosyjskiej”. Za udział w tej bitwie otrzymał Order Virtuti Militari.
Zmarł 29 czerwca 1915 w Czerkasach, w następstwie odniesionych ran i tam został pochowany. Był kawalerem, dzieci nie miał.

## Ordery i odznaczenia
- Krzyż Srebrny Orderu Wojskowego Virtuti Militari nr 6010 – pośmiertnie 17 maja 1922[6][3][7]
- Krzyż Niepodległości – pośmiertnie[3]
- Krzyż Walecznych[4][3]